# جورجینا ورباان
جورجینا ورباان (انگلیسی: Georgina Verbaan؛ زادهٔ ۹ اکتبر ۱۹۷۹) هنرپیشه، خوانندگی اهل پادشاهی هلند است. ورباان در لاهه هلند متولد شد. او در سن ۱۱ سالگی در سال ۱۹۹۰ به یک گروه موسیقی در زادگاه خود، زوترمیر، پیوست. در سال ۱۹۹۲، ورباان در یک مدرسه تئاتر در لاهه ثبت نام کرد و از دبیرستان مونو در زوترمیر فارغ التحصیل شد.
از دیگر کارهای معروف او می‌توان به بازی در فیلم قرار ملاقات دو ناشناس اشاره کرد.